# Brockport
Brockport es una villa ubicada en el condado de Monroe en el estado estadounidense de Nueva York. En el año 2000 tenía una población de 8,103 habitantes y una densidad poblacional de 1,406.2 personas por km².

## Geografía
Brockport se encuentra ubicada en las coordenadas 43°12′51″N 77°56′22″O / 43.21417, -77.93944.

## Demografía
Según la Oficina del Censo en 2000 los ingresos medios por hogar en la localidad eran de $37,068, y los ingresos medios por familia eran $50,828. Los hombres tenían unos ingresos medios de $34,375 frente a los $24,556 para las mujeres. La renta per cápita para la localidad era de $14,729. Alrededor del 19.2% de la población estaban por debajo del umbral de pobreza.